# Diczin
Diczin (bułg. Дичин) – wieś w Bułgarii, w obwodzie Wielkie Tyrnowo, w gminie Wielkie Tyrnowo. W 2024 roku liczyła 234 mieszkańców.